# Thriller (série télévisée)
Pour les articles homonymes, voir Thriller.
Thriller est une série télévisée d'anthologie fantastique américaine en 67 épisodes de 49 puis 50 minutes, créée par Hubbell Robinson, diffusée du 13 septembre 1960 au 30 avril 1962 sur le réseau NBC. Elle est présentée par le célèbre Boris Karloff.

## Production
Créée par Hubbell Robinson pour les Revue Studios de MCA, la série bénéficia d'un grand nombre de scénaristes dont Robert Hardy Andrews et Robert Bloch qui adapta plusieurs de ses propres nouvelles.
Parmi les réalisateurs ayant dirigé au moins un épisode, on trouve John Brahm, Herschel Daugherty, Paul Henreid, Douglas Heyes, Arthur Hiller, Mitchell Leisen, Ida Lupino, John Newland et Ted Post.

## Distribution
Parmi les acteurs figurant dans au moins un épisode, en plus de Boris Karloff qui introduit chaque histoire et qui joue dans 5 d'entre elles, on trouve Leslie Nielsen, Rip Torn, William Shatner, Mary Tyler Moore, Edward Andrews, Elizabeth Montgomery, Tom Poston, John Carradine, Ed Nelson, George Grizzard, Natalie Trundy, Patricia Medina, Patricia Barry, Richard Anderson, Richard Chamberlain, Elisha Cook Jr., Conrad Nagel, Russell Johnson, Philip Carey, J. Pat O'Malley, Henry Daniell, Robert Vaughn, Marlo Thomas, John Ireland, Jeanette Nolan, Virginia Gregg, Hazel Scott, Lloyd Bochner, Judson Pratt, Mary Astor, Marion Ross, Macdonald Carey, Natalie Schafer, Phyllis Thaxter, Estelle Winwood, Antoinette Bower, Jo Van Fleet, Jane Greer, Dick York, Jocelyn Brando, Richard Carlson, William Windom, George Kennedy, Cloris Leachman, Monte Markham, Nancy Kelly et Patricia Breslin.

## Épisodes

### Première saison (1960-1961)
1. Double Vie (The Twisted Image)
2. Jeu d'enfant (Child's Play)
3. Pire qu'un meurtre (Worse Than Murder)
4. L'Empreinte du tueur (The Mark of the Hand)
5. Le Dernier Été (Rose's Last Summer)
6. Les Coupables (The Guilty Men)
7. La Chambre pourpre (The Purple Room)
8. Le Guetteur (The Watcher)
9. Le Secret de la mariée (Girl with a Secret)
10. La Prédiction (The Prediction)
11. La Pulsion fatale (The Fatal Impulse)
12. Le Trou noir (The Big Blackout)
13. Trois-Un-Deux (Knock Three-One-Two)
14. Au cœur du complot (Man in the Middle)
15. Les Tricheurs (The Cheaters)
16. Miroir en quête d'âmes (The Hungry Glass)
17. L'Empoisonneur (The Poisoner)
18. L'Homme en cage (Man in the Cage)
19. Choisissez une victime (Choose a Victim)
20. La Fourche et le Crochet (Hay-Fork and Bill-Hook)
21. Le Dossier Merriweather (The Merriweather File)
22. Les Doigts de la peur (The Fingers of Fear)
23. Le Puits du destin (Well of Doom)
24. Le Supplice du Docteur Cordell (The Ordeal of Dr. Cordell)
25. Le Trio de la terreur (Trio for Terror)
26. Papa Benjamin (Papa Benjamin)
27. Trop tard (Late Date)
28. Sincèrement vôtre, Jack L'éventreur (Yours Truly, Jack The Ripper)
29. Le Billet du diable (The Devil's Ticket)
30. Le Manoir des fous (Parasite Mansion)
31. Une imagination fertile (A Good Imagination)
32. Monsieur George (Mr. George)
33. Terreur à Teakwood (The Terror in Teakwood)
34. Le Prisonnier du miroir (The Prisoner in the Mirror)
35. Sombre Héritage (Dark Legacy)
36. Les Pigeons de l'enfer (Pigeons from Hell)
37. La Faucheuse (The Grim Reaper)

### Deuxième saison (1961-1962)
1. Funérailles funèbres (What Beckoning Ghost ?)
2. La Guillotine (Guillotine)
3. Enterrement prématuré (The Premature Burial)
4. L'Étrange Tailleur (The Weird Tailor)
5. La Malédiction de la sorcière (God Grante That She Lye Stille)[1]
6. Mascarade (Masquerade)
7. Le Dernier des Sommerville (The Last of the Sommervilles)
8. Lettre d'amour (Letter to a Lover)
9. Un tiers pour Pinochle (A Third for Pinochle)
10. Le Cabinet clos (The Closed Cabinet)
11. Entretien avec la mort (Dialogues with Death)
12. Le Retour d'Andrew Benchley (The Return of Andrew Benchley)
13. La Remarquable Madame Hawk (The remarkable Mrs. Hawk)
14. Portrait sans visage (Portrait without a Face)
15. Une famille séduisante (An Attractive Family)
16. Le Musée de cire (Waxworks)
17. La Sorcière (La Strega)
18. La Tempête (The Storm)
19. Une perruque pour Madame Devore (A Wig for Miss Devore)
20. La Vengeance de l'épouvantail (The Hollow Watcher)
21. Cousin Tundifer (Cousin Tundifer)
22. L'Incroyable Docteur Markesan (The Incredible Doktor Markesan)
23. Les Fleurs du mal (Flowers of Evil)
24. Jusqu'à ce que la mort nous sépare ('Til Death Do Us Part)
25. La Mariée qui mourra deux fois (The Bride Who Died Twice)
26. Tue mon amour (Kill My Love)
27. Un homme de mystère (Man of Mystery)
28. Les Spectateurs innocents (The Innocent Bystanders)
29. Les Dames mortelles (The Lethal Ladies)
30. Les Spécialistes (The Specialists)

## Récompenses
Nominations
- Primetime Emmy Awards 1961 :
  - Meilleure composition musicale pour une série (Pete Rugolo et Jerry Goldsmith)
- Prix Hugo 1962 :
  - Meilleur film ou série
- Saturn Award 2011:
  - Saturn Award de la meilleure édition DVD d'un programme télévisé
- American Cinema Editors 1962
  - Meilleur montage d'un programme pour la télévision (Danny B. Landres, pour l'épisode Third for Pinochle)

## Adaptation
La série fut adaptée par l'éditeur Gold Key Comics sous le titre Boris Karloff's Thriller rebaptisé, lorsque la série s'achève en Boris Karloff's Tales of Mystery. La série s'acheva dans les années 1980.

## Sortie vidéo
La série est sortie en intégralité sur le support DVD aux Etats-Unis :
Thriller The Complete Series (Coffret 14 DVD) sorti le 31 août 2010 édité par Image Entertainment. Le ratio écran est en 1.33:1 plein écran d'origine en noir et blanc. L'audio est en Anglais Mono sans sous-titres. L'intégralité des 67 épisodes remastérisés uncut. En suppléments, 27 commentaires audio, galeries de photos et matériel promotionnel, BO isolé ainsi que les effets sonores. Il s'agit d'une édition NTSC Zone 1.